# کماندوها (مجموعه بازی)
کماندوها (به انگلیسی: Commandos) عنوان یک مجموعه بازی ویدئویی در سبک تاکتیک هم‌زمان متمایل به مخفی‌کاری است که در طی جنگ جهانی دوم روایت می‌شود و از سال ۱۹۹۸ توسط شرکت اسپانیایی پایرو استودیوز تولید و توسط آیدوس اینتراکتیو روانه بازار شده است. چهار نسخه نخستین این بازی در سبک تاکتیک هم‌زمان ساخته شد، اما پنجمین نسخه آن که در سال ۲۰۰۶ منتشر شد، در سبک تیراندازی اول شخص ساخته شده است. این سری، تاکنون بیش از ۳٬۳ میلیون نسخه فروش داشته است.

## بازی‌ها
| عنوان بازی                    | سال  | سکو(ها)                                             |
| ----------------------------- | ---- | --------------------------------------------------- |
| کماندوها: پشت خطوط دشمن       | ۱۹۹۸ | مایکروسافت ویندوز                                   |
| کماندوها: فراتر از ندای وظیفه | ۱۹۹۹ | مایکروسافت ویندوز                                   |
| کماندوها ۲: مردان دلیر        | ۲۰۰۱ | مایکروسافت ویندوز، مک‌اواس، پلی‌استیشن ۲، ایکس‌باکس    |
| کماندوها ۳: مقصد برلین        | ۲۰۰۳ | مایکروسافت ویندوز، مک‌اواس                           |
| کماندوها: گروه ضربت           | ۲۰۰۶ | مایکروسافت ویندوز، پلی‌استیشن ۲، ایکس‌باکس            |
| کماندوها: خاستگاه             | ۲۰۲۵ | مایکروسافت ویندوز، پلی‌استیشن ۵، ایکس‌باکس سری اکس/اس |

## شخصیت‌ها
این سری در چهار نسخه اول مجموعاً ۸ شخصیت اصلی داشت:
| نام واقعی                          | نام عملیاتی | زادگاه      | زادروز         | نقش        | یادکرد |
| ---------------------------------- | ----------- | ----------- | -------------- | ---------- | ------ |
| جک اوهارا / جری مک‌هیل              | تاینی/بوچر  | دوبلین      | ۱۰ اکتبر ۱۹۰۹  | کلاه سبز   | [ ۶ ]  |
| فرانسیس تی. وولدریج                | دوک         | شفیلد       | ۲۱ مارس ۱۹۰۹   | تک‌تیرانداز | [ ۷ ]  |
| جیمز بلک‌وود                        | فینس        | ملبورن      | ۳ اوت ۱۹۱۱     | غواص       | [ ۸ ]  |
| ساموئل بروکلین                     | ترد         | نیویورک     | ۴ آوریل ۱۹۱۰   | راننده     | [ ۹ ]  |
| توماس هانکک                        | اینفرنو     | لیورپول     | ۱۴ ژانویه ۱۹۱۱ | تخریب‌چی    | [ ۱۰ ] |
| پل تولدو                           | لوپن        | پاریس       | ۱ مارس ۱۹۱۶    | دزد        | [ ۱۱ ] |
| ناتاشا ون دزاند / ناتاشا نیکوچفسکی | لیپس        | هلند / کی‌یف | ۲۰ اکتبر ۱۹۱۳  | اغواگر     | [ ۱۳ ] |
| رنه دشام                           | اسپوکی      | لیون        | ۲۰ نوامبر ۱۹۱۱ | جاسوس      | [ ۱۴ ] |

| شخصیت   | نسخه‌ها        | نسخه‌ها          | نسخه‌ها     | نسخه‌ها     | نسخه‌ها | نسخه‌ها | نسخه‌ها | نسخه‌ها |
| شخصیت   | پشت خطوط دشمن | ورای ندای وظیفه | مردان دلیر | مقصد برلین |        |        |        |        |
| تاینی   | ✓             | ✓               | ✓          | ✓          |        |        |        |        |
| دوک     | ✓             | ✓               | ✓          | ✓          |        |        |        |        |
| ترد     | ✓             | ✓               | ✓          | Х          |        |        |        |        |
| فینس    | ✓             | ✓               | ✓          | ✓          |        |        |        |        |
| اینفرنو | ✓             | ✓               | ✓          | ✓          |        |        |        |        |
| لوپن    | Х             | Х               | ✓          | ✓          |        |        |        |        |
| ناتاشا  | Х             | ✓               | ✓          | Х          |        |        |        |        |
| اسپوکی  | ✓             | ✓               | ✓          | ✓          |        |        |        |        |
| ------- | ------------- | --------------- | ---------- | ---------- | ------ | ------ | ------ | ------ |

نسخه پنجم بازی تنها ۳ شخصیت داشت که شامل هیچ‌کدام از شخصیت‌های بازی‌های قبلی نبودند، کما اینکه شباهت‌های بسیاری بین آن‌ها وجود دارد:
| درجه  | نام             | زادگاه  | نقش        |
| ----- | --------------- | ------- | ---------- |
| سرهنگ | جورج براون      | آلمان   | جاسوس      |
| سروان | فرانسیس اوبراین | نیویورک | کلاه‌سبز    |
| ستوان | ویلیام هاوکینز  | لندن    | تک‌تیرانداز |